# 조민국
조민국(曺敏國, 1963년 7월 5일 ~ )는 대한민국의 전 축구 선수 및 지도자다.

## 클럽 경력
럭키금성 황소에 1986년 입단하여 원클럽맨으로 1992년 은퇴하였다. 주포지션은 수비수이지만 수비형 미드필더 그리고 공격수까지 소화했던 만능 멀티플레이어로 활약하였다.
1993년 1월 일본 실업축구에 중앙방범팀에 입단하여1994년까지 활약하였다.
국가대표로  1986년 FIFA 월드컵, 1990년 FIFA 월드컵에 출전하였다. 

## 지도자 경력
현대미포조선의 감독을 맡으면서 2차례나 내셔널리그 통합우승(2011년, 2013년)을 이끌었다.
2013년 12월에는 김호곤의 후임으로 울산 현대의 감독으로 영입되었다.
 하지만 성적 부진으로 데이비드 모이스 감독의 이름을 본뜬 "조예스"라는 별명을 얻어 팬들에게 반감을 샀고, 울산 현대의 단장이 교체된 후 전격 경질되었다. 후임으로는 사간 도스 감독이었던 윤정환이 선임되었다.
2015년에는 이영진의 후임으로 청주대학교 축구부의 감독에 선임되었다.
2020시즌을 앞두고 K리그2 대전 하나 시티즌의 전력강화실장으로 부임했다. 이후 2020년 9월 18일, 대전의 감독대행을 맡게 되었다.
2022시즌을 앞두고 안산 그리너스의 감독으로 부임했지만 시즌 중반에 성적 부진으로 자진 사퇴하였다.

## 수상 내역

### 선수
럭키금성 황소 / LG 치타스
- K리그 우승 1회 : 1990
- K리그 준우승 2회 : 1986, 1989
- 전국축구선수권대회 우승 1회 : 1988

### 개인
- K리그 베스트 11 : 1986

### 감독
울산 현대미포조선 돌고래
- 내셔널리그 우승 2회 : 2011년, 2013년
- 2011 삼성생명 내셔널리그 어워드 지도자상
- 2011 대통령 표창
- 2011 국민훈장 맹호장
- 2013 신한은행 내셔널리그 최우수 지도자 감독상

 울산 현대 축구단
- 2014 K리그 클래식 3월의 K리그 감독상

## 참고 자료
- KFA 리포트 나의 선수 시절 - 조민국' 중거리슛 일품이던 파워 플레이어